# Chotěnov-Skláře
Chotěnov-Skláře je vesnice a část města Mariánské Lázně v okrese Cheb v Karlovarském kraji, tvořená vesnicemi Chotěnov a Skláře. Nachází se asi 4,5 kilometru jihovýchodně od Mariánských Lázní. Je zde evidováno 55 adres. V roce 2011 zde trvale žilo 82 obyvatel.
Chotěnov-Skláře leží v katastrálním území Chotěnov u Mariánských Lázní o rozloze 3,71 km².

## Historie
Chotěnov je zmiňován už při údajném založení tepelského kláštera v roce 1193, a to jako hraniční obec tepelského panství. První písemná zmínka o vsi pochází z roku 1273. Někdy později vznikl v místech dnešních Sklářů na Kosím potoce pod Hamrnickým dvorem železný hamr, pojmenovaný podle svatého Bartoloměje, patrona pístovské farnosti. Vysoká pec skončila svou činnost po roce 1834 a byla zbořena roku 1870. Na Kosím potoce stály ještě dva další hamry, panský hamr svatého Kryštofa a tzv. Vodní hamr, všechny provozy patřily klášteru Teplá. Na potoce byla i řada mlýnů, z nichž mezi nejstarší patří Selský mlýn, zřejmě totožný s Novým mlýnem zmiňovaným již v roce 1463. Po roce 1818 vznikla ve Sklářích továrna na hliněné džbánky na stáčení minerálních vod, která byla v provozu do roku 1834 a zbořena roku 1870. V roce 1880 bylo ve Sklářích 7 trvale obydlených domů, roku 1895 byla postavena klášterní hájenka.
V roce 1927 bylo ve Sklářích zbudováno mezinárodní letiště Skláře. Za války bylo využíváno německou armádou k výcviku pilotů. V padesátých letech byla letecká doprava opět zastavena a informace o využití letiště podléhaly cenzuře, nějakou dobu sloužilo jen zemědělským letounům. V letech 1965–1970 byla odstřelena betonová letištní budova. Po roce 1989 bylo letiště obnoveno a sloužilo zejména lehkým a ultralehkým letounům, parašutismu a plachtaření.
Skláře nikdy nebyly katastrálně ani správně samostatné, vždy patřily pod Chotěnov. Některé ze zdejších četných samot byly v minulosti počítány pod Hamrníky (část Vysoká Pec s hamrnickým číslováním) a Stanoviště (7 domů s chotěnovským číslováním). Po druhé světové válce až do roku 1969 sídlil chotěnovský místní národní výbor ve Sklářích č. p. 21. Usnesením 15. řádné schůze městského národního výboru v Mariánských Lázních z 12. srpna 1969 byla obec Chotěnov-Skláře připojena k Mariánským Lázním, k předání úřadu došlo 6. února 1971.

## Obyvatelstvo
Podle sčítání 1930 zde žilo v 34 domech 221 obyvatel. 3 obyvatel se hlásilo k československé národnosti a 217 k německé. Žilo zde 220 římských katolíků a 1 příslušník Církve československé husitské.
| Rok            | 1869 | 1880 | 1890 | 1900 | 1910 | 1921 | 1930 | 1950 | 1961 | 1970 | 1980 | 1991 | 2001 | 2011 | 2021 |
| -------------- | ---- | ---- | ---- | ---- | ---- | ---- | ---- | ---- | ---- | ---- | ---- | ---- | ---- | ---- | ---- |
| Počet obyvatel | 126  | 161  | 184  | 196  | 230  | 198  | 221  | 83   | 112  | 121  | 100  | 100  | 96   | 82   | 109  |
| Počet domů     | 18   | 24   | 26   | 31   | 31   | 34   | 34   | 26   | 35   | 26   | 22   | 25   | 26   | 25   | 29   |

## Obecní správa
Při sčítání lidu v letech 1850–1899 Chotěnov-Skláře byl osadou obce Pístov v okrese Teplá. V letech 1900–1969 byl samostatnou obcí, se kterým patřil nejprve do okresu Mariánské Lázně, ale od roku 1960 v okrese Cheb. Od 1. ledna 1970 je částí města Mariánské Lázně v okrese Cheb. V letech 1961–1969 k obci patřilo Stanoviště.

## Pamětihodnosti
- Usedlost čp. 12